# David Kuijers
Pour les articles homonymes, voir Kuijer.
David Kuijers, né le 30 mars 1962 à Vanderbijlpark, près de Johannesburg en Afrique du Sud, est un peintre sud-africain.

## Biographie
Ses parents sont des immigrés néerlandais. Il termina sa scolarité à l'École d'art, de musique et de ballet de Pretoria en obtenant une distinction en art graphique et a reçu, en 1980, le prix du meilleur peintre[réf. nécessaire].
Après une brève période comme peintre d'enseignes, il obtint un diplôme de design graphique au Technikon du Cap, se classant premier en illustration. Diplômé en 1989, il reçut le prix d'honneur du designer/illustrateur. Il travailla brièvement en indépendant comme designer et illustrateur, mais peint maintenant à plein temps.
Il participe régulièrement à des expositions collectives et a honoré diverses commandes, notamment des marines acryliques pour le nouvel hôtel President et des aquarelles pour l'hôtel Villa Via et l'hôpital Volks.